# Hypnum boryanum
Hypnum boryanum är en bladmossart som beskrevs av Schwaegrichen 1816. Hypnum boryanum ingår i släktet flätmossor, och familjen Hypnaceae. Inga underarter finns listade i Catalogue of Life.